# Stephanuskirche (Überruhr-Hinsel)

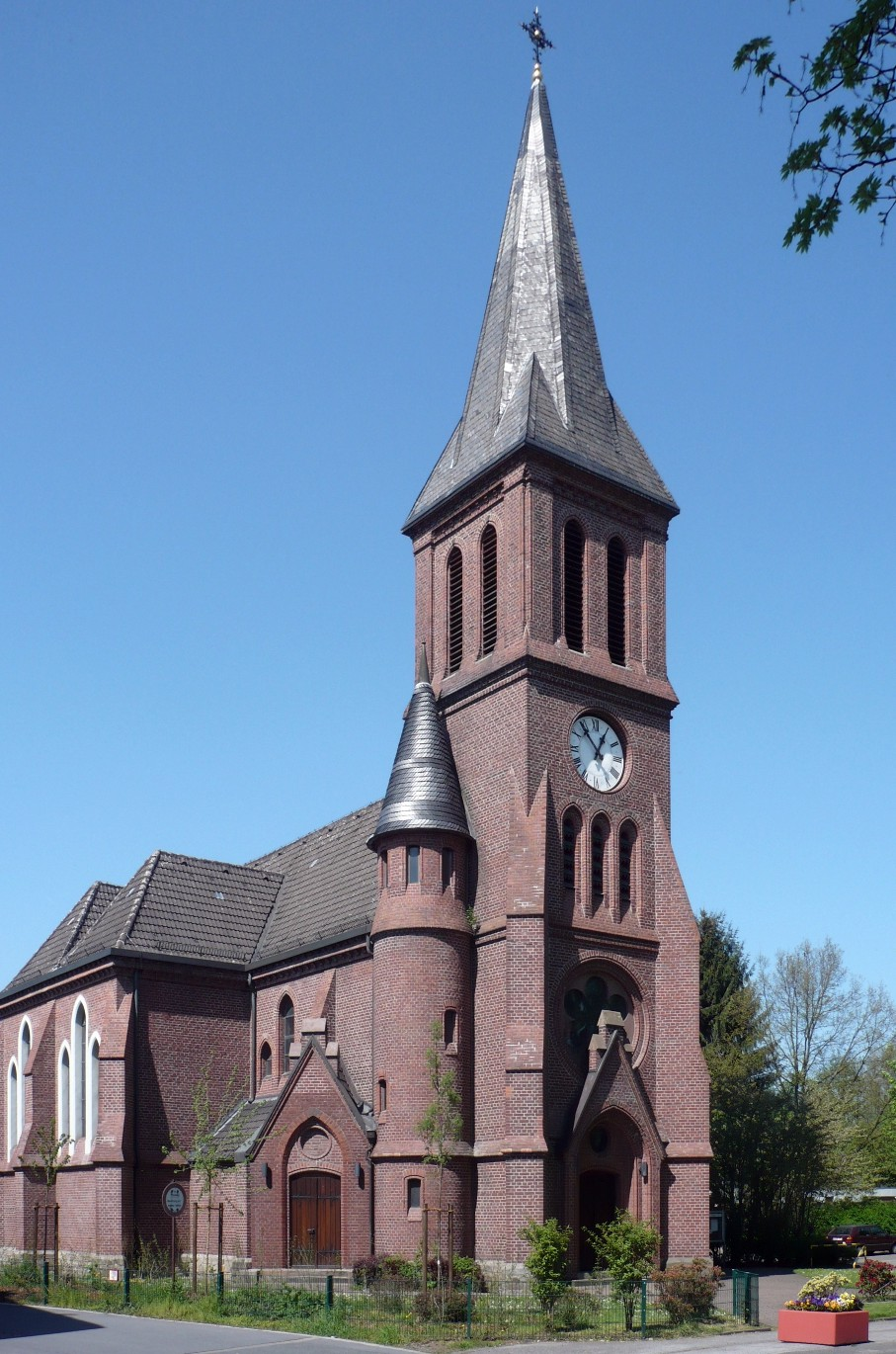
Stephanuskirche

Die Stephanuskirche ist eine evangelische Kirche im Essener Stadtteil Überruhr. Sie gehört heute zur Gemeinde Überruhr im Kirchenkreis Essen der Evangelischen Kirche im Rheinland und wurde 1881/1882 im Stil der Neugotik erbaut.

## Geschichte
Die Grundsteinlegung der Kirche erfolgte am 30. Mai 1881. Am 7. September 1882 wurde das Gebäude feierlich seiner Bestimmung übergeben. Der Architekt der Kirche war August Hartel.
Die evangelische Gemeinde Überruhr (heute Essen-Überruhr, im Kirchenkreis Essen der Evangelischen Kirche im Rheinland) wurde bereits sieben Jahre vor dem Kirchenbau gegründet. Vorher gehörten die Evangelischen von Überruhr zur Gemeinde Rellinghausen, doch erschwerten die damals häufigen und länger andauernden Überschwemmungen der Ruhr den Kirchgang im Nachbarort. So kam es am 16. Mai 1874 zur Gründung der evangelischen Gemeinde Überruhr, erster Pfarrer war Johannes Heinrich Quack (1875–1899).
Im Zweiten Weltkrieg trug das Kirchengebäude einige Kriegsschäden davon, ein paar davon im Mai 1943. Die Kirche wurde dadurch aber nicht zerstört. Von 1969 bis 1974 war sie zur Beseitigung der Schäden geschlossen.
Die Kirche wurde am 23. November 1989 unter Denkmalschutz gestellt und ist eingetragenes Baudenkmal (Denkmalliste Essen, laufende Nr. 548).

## Orgel
Die Orgel wurde 1984 von Orgelbau Hinrich Otto Paschen, Kiel, errichtet. Die Orgeleinweihung fand am 21. Oktober 1985 statt. Das Brustwerk ist mit Türenschwellern ausgestattet. Im Hauptwerk besitzt das Principal 8′ einen Zinnanteil von 70 %, das Gemshorn 2′ ist aus Holz. Das Instrument hat ca. 1200 Pfeifen. Die Disposition (erstellt von I. Urbasch, G. Eumann und H. O. Paschen) lautet wie folgt:
| I Hauptwerk C–g3 |            |    |
| 1.               | Principal  | 8′ |
| 2.               | Rohrflöte  | 8′ |
| 3.               | Oktave     | 4′ |
| 4.               | Spillflöte | 4′ |
| 5.               | Gemshorn   | 2′ |
| 6.               | Mixtur V   |    |
| 7.               | Trompete   | 8′ |

| II Brustwerk (schwellbar) C–g3 |             |        |
| 8.                             | Holzgedackt | 8′     |
| 9.                             | Blockflöte  | 4′     |
| 10.                            | Nasat       | 2 ⁄3′  |
| 11.                            | Principal   | 2′     |
| 12.                            | Terz        | 1 3⁄5′ |
| 13.                            | Sifflöte    | 1′     |
| 14.                            | Cromorne    | 8′     |
|                                | Tremulant   |        |
|                                | Nachtigall  |        |

| Pedal C–f1 |                        |     |
| 15.        | Subbaß                 | 16′ |
|            | Principal 8′ (= Nr. 1) |     |
| 16.        | Gedacktbaß             | 8′  |
| 17.        | Choralbaß              | 4′  |
| 18.        | Fagott                 | 16′ |

- Koppeln: II/I, I/P, II/P
- Traktur: Schleifladen, vollmechanisch